# Пердута, Игорь Романович
И́горь Рома́нович Перду́та (укр. Ігор Романович Пердута; 15 ноября 1990; Теребовля, Тернопольская область) — украинский футболист, защитник луганской «Зари».

## Ранние годы
Игорь Пердута родился в Теребовле в семье футболиста-любителя. Заниматься футболом начинал в родном городе, где его первым тренером стал Олег Стреминский. После пятого класса Пердута переехал в городок Копычинцы, где продолжил занятия в местной команде «Надия», в составе которой участвовал в соревнованиях ДЮФЛ. Среднюю школу Игорь заканчивал в специализированном футбольном классе при Тернопольском национальном педагогическом университете. В этом же ВУЗе он продолжил обучение и в дальнейшем, выступая параллельно за университетскую команду ФК «Тернополь».

## Клубная карьера

### «Нива»
На профессиональном уровне Пердута дебютировал 11 апреля 2009 года в составе тернопольской «Нивы», выйдя на замену в матче против хмельницкого «Динамо». В том сезоне «Нива» уверенно заняла первое место в своей подгруппе и получила право выступать в первой лиге чемпионата Украины.

### «Ворскла»
Однако следующий сезон тернополяне начали уже без Игоря. Футболист отправился на просмотр в «Ворсклу» и руководство полтавского клуба приняло решение заключить с молодым футболистом контракт. «Ворсклу» тогда тренировал Николай Павлов, известный умением работать с молодыми игроками, но это не каснулось Пердуты, — обычного представителя молодёжной команды. Два с половиной сезона Пердута выступал за дублирующий состав, дебютировав на высшем уровне лишь 10 мая 2012 года в матче против «Металлиста». Символично, что это была последняя игра Павлова перед его возвращением в Мариуполь.

#### Аренда в «Оболонь»
Новому тренеру команды Вадиму Евтушенко Пердута был также не нужен, поэтому перебрался на правах аренды в «Оболонь», выступавшую в первой лиге. Там Пердута делал свои первые серьёзные шаги во взрослом футболе.

#### Возвращение в «Ворсклу»
По возвращении из аренды зимой 2013 года ситуация изменилась. Новый тренер Сергей Свистун, пришедший из дубля, доверился знакомому игроку. Пердута со второй половины сезона 2012/2013 стал игроком «основы» «Ворсклы». После назначения главным тренером Василия Сачко Пердута почти всегда был игроком старта. Разве весной 2015 году он проиграл место в стартовом составе Сергею Симинин и Вадиму Сапаю, а затем осенью, вернув себе доверие тренера, получил серьёзную травму. С лета 2015 года Пердута — безусловный игрок основы и один из самых любимых игроков тренера.

## Карьера в сборной
В сентябре 2017 года получил первый вызов в сборную Украины.

## Достижения
«Нива» (Тернополь)
- Победитель Второй лиги Украины: 2008/09

«Ворскла»
- Бронзовый призёр чемпионата Украины: 2017/18
- Финалист Кубка Украины (2): 2019/20, 2023/24

## Статистика выступлений

### Клубная статистика
| Клуб             | Сезон            | Лига | Лига | Кубок | Кубок | Еврокубки | Еврокубки | Всего | Всего |
| Клуб             | Сезон            | Игры | Голы | Игры  | Голы  | Игры      | Голы      | Игры  | Голы  |
| ---------------- | ---------------- | ---- | ---- | ----- | ----- | --------- | --------- | ----- | ----- |
| Ворскла          | 2011/12          | 1    | 0    | 1     | 0     | —         | —         | 2     | 0     |
| Ворскла          | 2012/13          | 10   | 0    | —     | —     | —         | —         | 10    | 0     |
| Ворскла          | 2013/14          | 29   | 1    | 2     | 0     | —         | —         | 31    | 1     |
| Ворскла          | 2014/15          | 15   | 0    | 2     | 0     | —         | —         | 17    | 0     |
| Ворскла          | 2015/16          | 13   | 0    | 4     | 0     | 1         | 0         | 18    | 0     |
| Ворскла          | 2016/17          | 28   | 0    | 2     | 0     | 2         | 0         | 32    | 0     |
| Ворскла          | 2017/18          | 30   | 0    | 2     | 0     | —         | —         | 32    | 0     |
| Ворскла          | 2018/19          | 27   | 0    | 1     | 0     | 6         | 0         | 34    | 0     |
| Ворскла          | 2019/20          | 24   | 2    | 4     | 0     | —         | —         | 28    | 2     |
| Ворскла          | 2020/21          | 22   | 0    | 2     | 0     | —         | —         | 24    | 0     |
| Ворскла          | 2021/22          | 18   | 0    | 1     | 0     | 2         | 0         | 21    | 0     |
| Ворскла          | 2022/23          | 0    | 0    | —     | —     | 1         | 0         | 1     | 0     |
| Ворскла          | Итого            | 217  | 3    | 21    | 0     | 11        | 0         | 251   | 3     |
| Всего за карьеру | Всего за карьеру | 217  | 3    | 21    | 0     | 11        | 0         | 251   | 3     |